# برنامه‌های اجتماعی در ایالات متحده آمریکا

سازمان تأمین اجتماعی، ایجاد شده در سال ۱۹۳۵، اولین سازمان رفاهی بزرگ فدرال بود و هنوز مهمترین آنهاست.

برنامه‌های اجتماعی در ایالات متحده آمریکا یارانه‌های رفاهی طراحی شده‌اند تا به نیازهای جمعیت آمریکا کمک کنند. پیشنهادها برای برنامه‌های فدرال با ملی گرایی نوی تئودور روزولت آغاز شد و با آزادی نوی توماس وودرو ویلسون، نیو دیل فرانکلین دلانو روزولت، سرحد نوی جان اف. کندی، و جامعه بزرگ لیندون بی. جانسون توسعه یافت.
شرایط لازم برای این برنامه‌ها متفاوت است و آنها توسط سازمان‌های مختلف در سطح فدرال، ایالتی، محلی و خصوصی فراهم می‌شوند. این برنامه‌ها کمک می‌کنند تا از طریق تأمین آموزش ابتدایی و متوسطه، یارانه برای آموزش دانشگاهی، بیمهٔ ناتوانی بیکاری، یارانه برای کارگران کم درآمد واجد شرایط، یارانه برای مسکن، مزایای برنامه کمکی تغذیه الحاقی، مزایای بازنشستگی برای اشخاص واجد شرایط و برنامه‌های بیمه سلامت که کارکنان دولت را پوشش می‌دهند، برای شهروندان آمریکا سرپناه، غذا، آموزش و پول فراهم کنند. تأمین اجتماعی بزرگترین و مشهورترین برنامه کمک اجتماعی است. مدیکر دیگر برنامهٔ مهم است.